# Juan-Julio Bonet Sugrañes
Juan-Julio Bonet Sugrañes (Barcelona, 1940 - 2006) fou un químic català.

## Biografia
L'any 1960 va obtenir els títols de químic diplomat i d'enginyer químic per l'Institut Químic de Sarrià (IQS). Perllongà la seva formació a l'Institut Politècnic de Zuric on es doctorà en ciències tècniques l'any 1965, becat per la Fundación Juan March, amb una tesi al voltant de les reaccions solvolítiques en els esteroides.
Aquell mateix any va començar la seva carrera docent a l'IQS com a professor de l'assignatura de Productes Naturals i, a partir de 1973, també de la d'Introducció a la Fotoquímica Orgànica. En aquest centre va fundar el Laboratori d'Esteroides dins del Departament de Química Orgànica, el qual dirigí fins a l'any 1986. Durant aquest període va dirigir 17 tesis doctorals, 143 treballs de fi de carrera i 2 tesis de màster, consolidant un potent grup de recerca.
De febrer de 1986 a febrer de 1988 fou director científic i sots-director general del laboratori Wasserman de la Sociedad Española de Especialidades Farmaco-Terapéuticas S.A. En l'àmbit de la transferència de tecnologia, l'any 1988 fou nomenat director de la unitat operativa de Cabrils de l'Institut de Recerca i Tecnologia Alimentàries (IRTA) de la Generalitat de Catalunya. L'any 2004 publicà Viaje al Reino de Saturno, novel·la d'èxit basada en la història de la química i que posà en relleu la seva capacitat per difondre la ciència entre un públic ampli. Casat amb Maria Arbolí Caula, va tenir dos fills, Òscar i Víctor.

## Fons personal
El seu fons personal es conserva a l'Arxiu Nacional de Catalunya. El fons documental aplega documentació generada i rebuda per Juan-Julio Bonet Sugrañes com a resultat de la seva activitat professional, especialment pel que fa a la direcció del Laboratori d'Esteroides del Departament de Química Orgànica de l'IQS. Quantitativament, la part més important correspon a la documentació generada amb motiu de la direcció de diferents projectes de recerca científica: tesis doctorals i treballs de final de carrera realitzats sota la seva direcció, així com els diaris de laboratori i les espectroscòpies dutes a terme amb aquesta finalitat. Inclou també un recull de llibres i d'articles científics de referència per a aquest grup de recerca. D'altra banda, hi és present documentació generada a partir de l'intercanvi d'experiències amb experts d'altres organismes i a la invitació a aquests per impartir sessions de formació a l'IQS i, també, pel que fa a l'elaboració d'articles científics per part de diferents membres del Laboratori d'Esteroides. A nivell personal inclou documentació relativa a la redacció de la seva tesi doctoral i la generada durant l'elaboració i difusió del seu llibre Viaje al reino de Saturno. En el seu conjunt, el fons permet conèixer l'activitat d'un rellevant grup de recerca en el camp de la química orgànica i l'obra personal del seu impulsor principal.